# The Hidden Scar
The Hidden Scar er en amerikansk stumfilm fra 1916 af Barry O'Neil.

## Medvirkende
- Ethel Clayton som Janet Hall.
- Holbrook Blinn som Stuart Doane.
- Irving Cummings som Dale Overton.